# هجوم ملخ‌ها ۱۳۹۳ بشاگرد
هجوم ملخ‌ها ۱۳۹۳ بشاگرد اوایل خرداد در مراتع و مزارع کشاورزی رخ داد. بر اثر رطوبت زیاد ملخهای بومی منطقهٔ بشاگرد و جنوب استان کرمان تولید مثل خود را شدت دادند، که باعث هجوم ملخ‌ها شد. برای مقابله با آفت ملخ ۲۰ هزار هکتار از اراضی سمپاشی شد. میزان خسارت برآورد شده آفت ملخ در بشاگرد استان هرمزگان ۱۰۰ میلیون تومان به ۴۰ هکتار برآورد شد.